# Woo Hoo
Woo-Hoo ist ein Titel der Gruppe Rock-A-Teens, der im Oktober 1959 in die Billboard Hot 100 aufgenommen und sich dort zwölf Wochen halten konnte, die beste Position war Platz 16.

## Entstehungsgeschichte
Bei einer Audition im Jahre 1959 bei George Donald McGraw, der das Label "Mart Records" besaß, war dieser von einer Eigenkomposition der Gruppe mit dem Titel "Rock-A-Teen Boogie" so beeindruckt, dass er diesen Titel, allerdings umbenannt in Woo-Hoo, auf einem Sub-Label von Mart Records (Doran 3515) im August 1959 veröffentlichte.
Da Arthur "Guitar Boogie" Smith die Rock-A-Teens wegen der Urheberrechte verklagte, waren diese dermaßen eingeschüchtert, dass McGraw mit dem Argument, sie könnten dann nicht mehr verklagt werden, der Gruppe für ein paar hundert Dollar die Rechte des Titels abkaufen konnte.
Die Klage hatte keinen Erfolg, und auf der landesweiten Neuauflage des Platte von Roulette Records, New York (Roulette 4192) war dann bereits G.D.McGraw als Autor eingetragen.

## Aufbau und Stil

Vokal Falsett Thema

Whoo-Hoo ist eine Instrumentalnummer mit einer Falsettstimme im Refrain und einem eingebetteten Schlagzeugsolo, was beides für Rock ’n’ Roll durchaus ungewöhnlich war.
Das Lied ist in E-Dur, harmonisch im 12-Takte Bluesschema (I-IV-I-V-IV-I) und beginnt mit dem alleine stehenden Falsett-Thema. Nun nimmt die Gitarre 8 Takte lang Rhythmus und Tempo auf, dann steigt die komplette Band mit einer Strophe ein, in der die Gitarre eine Boogie-Figur über die Harmonien spielt.
Danach folgt ein Refrain mit dem Falsett-Thema.
Das Schlagzeugsolo über zwei Verse wird nur auf der Snare Drum gespielt, mit variierenden Akzenten durch Kantenschläge und Cowbells.
Der nächste Refrain leitet zu einem Begleitgitarren-Solo über, das ebenfalls zwei Verse lang dauert. Dabei handelt es sich nicht um eine Improvisation, sondern die Gitarre schlägt (Wechselschlag) die 1/8-Akkorde swingend durch, mit Betonung auf jeden zweiten Taktbeginn.
Es folgen zwei weitere Refrains, wobei die letzten beiden Takte mit sieben 1/4-Noten Schlägen der gesamten Gruppe das Lied beenden.